# Saint-Agnan-de-Cernières
Saint-Agnan-de-Cernières – miejscowość i gmina we Francji, w regionie Normandia, w departamencie Eure.
Według danych na rok 1990 gminę zamieszkiwały 124 osoby, a gęstość zaludnienia wynosiła 17 osób/km² (wśród 1421 gmin Górnej Normandii Saint-Agnan-de-Cernières plasuje się na 774 miejscu pod względem liczby ludności, natomiast pod względem powierzchni na miejscu 516).
Nazwa miejscowości pochodzi od imienia św. Aniana.